# Johann II Bernoulli

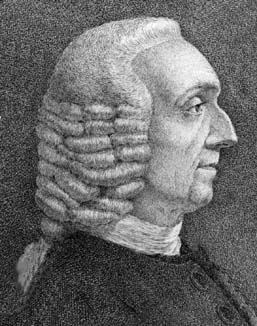
Johann II Bernoulli.

Johann (eller Jean) Bernoulli, född den 18 maj 1710 i Basel, död där den 17 juli 1790, var en schweizisk matematiker. Han var yngste son till Johann Bernoulli samt far till Johann III och Jakob II Bernoulli.
Bernoulli, som var professor vid Basels universitet, erhöll åtskilliga priser av vetenskapsakademien i Paris: 1736 för en uppsats över ljusets fortplantning, 1746 för en dylik över magnetens egenskaper och natur och så vidare. Av hans skrifter kan nämnas Recueil pour les astronomes (1772–76) och Lettres sur différents sujets (1777–79).